# ほえる犬は噛まない
『ほえる犬は噛まない』（ほえるいぬはかまない、原題：플란다스의 개〈フランダースの犬〉）は、2000年公開の韓国映画。『殺人の追憶』、『グエムル-漢江の怪物-』、『パラサイト 半地下の家族』などで知られる映画監督ポン・ジュノの長編映画デビュー作。原題は「フランダースの犬」で、日本のテレビアニメの主題歌がカラオケのシーンで歌われているほか、アレンジされてBGMやエンドロールでも使用されている。

## あらすじ
巨大な団地の管理事務所で経理を担当している冴えない商業高校卒の女の子ヒョンナム（ペ・ドゥナ）と、妊娠中の妻に虐げられながら人文系大学教授のポストを目指している冴えない青年ユンジュ（イ・ソンジェ）というふたつの視点から、団地内の飼い犬が次々と失踪する事件が描き出されていく。

## キャスト
※括弧内は日本語吹替。
- ペ・ドゥナ（幸田夏穂）：パク・ヒョンナム

仕事で経理を担当する冴えない女性。
- イ・ソンジェ（朝鮮語版）（飛田展男）：コ・ユンジュ
- キム・ホジョン（朝鮮語版）（林佳代子）：ペ・ウンシル
- ピョン・ヒボン（朝鮮語版）（大塚周夫）：ピョン警備員
- キム・レハ（朝鮮語版）：浮浪者
- コ・スヒ（朝鮮語版）（田野恵）：ユン・チャンミ
- キム・ジング（朝鮮語版）（谷育子）：ツバ吐きばあさん

日本語吹替その他：魚建、永井誠、三村ゆうな、石井隆夫、棚田恵美子、風間勇刀、小暮英麻、平田絵里子、白熊寛嗣、近藤孝行
日本語版制作スタッフ プロデューサー：中村和樹（ファイヤークラッカー）、演出：簑浦良平、翻訳：税田春介、監修：根本理恵、調整：山本和利、効果：倉橋静男、制作：株式会社ファイヤークラッカー／ACクリエイト

## スタッフ
- 監督：ポン・ジュノ
- 製作総指揮：チャ・スンジェ
- 製作：チョ・ミンファン
- 脚本：ポン・ジュノ、ソン・テウン、ソン・ジホ
- 音楽：趙成禹
- 撮影：チョ・ヨンギュ
- 照明：パク・チョンファン